# مابروتيلين
مابروتيلين (بالإنجليزية: Maprotiline )‏، الذي يباع تحت اسم العلامة التجارية Ludiomil، هو مضاد للاكتئاب ثلاثي الكريات (TeCA) يستخدم في علاج الاكتئاب. يمكن تصنيفها كبديل لمضادات الاكتئاب ثلاثية الحلقات (TCA)، وتحديداً أمين ثانوي. فيما يتعلق بالكيمياء والصيدلة، يرتبط المابروتيلين ارتباطًا وثيقًا بالمحاليل الكلورية المشبعة الثانوية الأمينية الأخرى مثل نورتريبتيلين وبروتريبتيلين، ولها تأثيرات مماثلة عليها.

## الاستخدامات الطبية
يستخدم المابروتيلين في علاج الاكتئاب، مثل الاكتئاب المرتبط بالقلق وله فعالية مماثلة لموكلوبيميد الدواء المضاد للاكتئاب.
- علاج الاكتئاب بكل أشكاله وشدته (باطني، ذهاني، أوبي، وعصبي) خاصةً للاكتئاب المرتبط بالهياج أو القلق
- اضطراب الهلع
- ألم الاعتلال العصبي
- علاج المرحلة الاكتئابية في الاكتئاب الثنائي القطب
- للتخفيف من أعراض القلق أو التوتر أو الأرق

لم يتم حتى الآن استكشاف استخدام المابروتيلين في علاج سلس البول لدى مرضى الأطفال، ولا يوصى باستخدامه. لم يتم إثبات سلامة وفعاليته للأطفال بشكل عام. يجب على أي شخص يفكر في استخدام المابروتيلين في الطفل أو المراهق مواونة المخاطر المحتملة مع الحاجة السريرية. بشكل عام، يوصى بجرعات أقل للمرضى الذين تزيد أعمارهم عن 60 عامًا. الجرعات من 50 ملغ إلى 75 ملغ يوميا عادةً ما تكون مرضية كعلاج للمرضى المسنين الذين لا يتحملون كميات أكبر.

### النماذج المتاحة
- أقراص مغلفة، 10 مجم، 25 مجم، 50 مجم، و 75 مجم
- التركيز عن طريق الحقن، 25 ملغ

## موانع
قد يؤدي مابروتيلين إلى تفاقم حالات ذهانية مثل انفصام الشخصية وينبغي إعطاؤه بحذر. يجب أن يستمر العلاج المضاد للذهان. للمرضى الذين يعانون من الاضطراب العاطفي الثنائي القطب يجب ألا يتلقوا مضادات الاكتئاب أثناء مرحلة الهوس، لأن مضادات الاكتئاب يمكن أن تزيد من سوء الهوس.

### قطعي
- فرط الحساسية للمابروتيلين أو غيرها من TCAs و TeCAs
- تضخم في غدة البروستات مع تردد البول
- ماء أزرق

### مطلوب الحذر الخاص
- العلاج المصاحب مع مثبط MAO
- ضعف خطير في وظائف الكبد والكلى
- الصرع والحالات الأخرى التي تخفض بداية النوبة (أورام المخ النشطة، انسحاب الكحول، الأدوية الأخرى)
- حالات خطيرة في القلب والأوعية الدموية (عدم انتظام ضربات القلب، قصور القلب، الحالة بعد احتشاء عضلة القلب، إلخ.)
- علاج المرضى دون سن 18[11]

### مرضى الانتحار
كما هو الحال مع مضادات الاكتئاب الأخرى، زاد المابروتيلين من المخاطر مقارنةً بالعلاج الوهمي للتفكير والسلوك الانتحاريين (الانتحار) لدى الأطفال والمراهقين والشباب في دراسات قصيرة الأجل لاضطرابات الاكتئاب الرئيسية (MDD) وغيرها من الاضطرابات النفسية. يجب على أي شخص يفكر في استخدام المابروتيلين أو أي مضادات اكتئاب أخرى لدى طفل أو مراهق أو شاب بالغ موازنة هذه المخاطر مع الحاجة السريرية. لم تُظهر الدراسات قصيرة المدى زيادة في خطر الانتحار مع مضادات الاكتئاب مقارنةً بالعلاج الوهمي لدى البالغين فوق سن 24؛ كان هناك انخفاض في خطر مع مضادات الاكتئاب مقارنة مع الدواء الوهمي عند البالغين 65 سنة فما فوق. يرتبط الاكتئاب وبعض الاضطرابات النفسية الأخرى بحدوث زيادة في خطر الانتحار. يجب مراقبة المرضى من جميع الأعمار الذين بدأوا العلاج المضاد للاكتئاب بشكل مناسب ومراقبته عن كثب من أجل التدهور السريري أو الانتحار أو التغيرات غير العادية في السلوك. يجب إخطار العائلات ومقدمي الرعاية بضرورة الملاحظة الدقيقة والتواصل مع الواصف. لم يتم اعتماد مابروتيلين للاستخدام في مرضى الأطفال.

### الحمل والرضاعة
أجريت دراسات التكاثر على الأرانب المختبرية والفئران والجرذان بجرعات تصل إلى 1.3 و7 و9 أضعاف الجرعة البشرية اليومية القصوى على التوالي ولم تكشف عن أي دليل على ضعف الخصوبة أو الأضرار التي لحقت الجنين بسبب المابروتيلين. ومع ذلك، لا توجد دراسات كافية ومضبوطة بشكل جيد عند النساء الحوامل. نظرًا لأن دراسات تكاثر الحيوانات لا تنبئ دائمًا بالاستجابة البشرية، يجب استخدام هذا الدواء أثناء الحمل فقط إذا لزم الأمر بشكل واضح.
يفرز المابروتيلين في حليب الأم. في الحالة المستقرة، تتوافق التركيزات في اللبن بشكل وثيق مع التركيزات في الدم الكامل. يجب توخي الحذر عند إعطاء هيدروكلوريد مابروتيلين إلى ممرضة.

## الآثار الجانبية
ملف تعريف الآثار الجانبية يمكن مقارنته مع مضادات الالتهاب الكبدي الوراثي الأخرى وTeCAS والعديد من الحالات التالية ناتجة عن مضادات الكولين (والتي هي أقل بروزًا من تلك الموجودة في معظم TCAs) وتأثيرات مضادات الهيستامين. غالبًا ما يُرى:
- دوخة
- نعاس
- إعياء
- جفاف الفم (ومضاعفات الفم الجاف غير المنضبط على المدى الطويل مثل تسوس الأسنان)
- الإمساك
- دوار
- غثيان (نادر، حدوث 2 ٪) والقيء
- زيادة الشهية وزيادة الوزن
- انخفاض ضغط الدم الانتصابي، ارتفاع ضغط الدم، عدم انتظام دقات القلب الجيوب الأنفية، كتلة القلب، عدم انتظام ضربات القلب والتأثيرات القلبية الأخرى
- العجز الجنسي لدى الرجال: العجز الجنسي، الوحوش، تأخر القذف، الاختلاط، نقص الرغبة الجنسية
- العجز الجنسي لدى النساء: انخفاض الرغبة الجنسية، جفاف المهبل، الجماع المؤلم، فقدان الشهوة الجنسية
- ردود فعل حساسية الجلد مثل الطفح الجلدي أو الشرى (في كثير من الأحيان مع مضادات الاكتئاب الأخرى). نادراً ما تحدث تفاعلات جلدية شديدة مثل حمامي متعددة الأشكال.
- حساسية للضوء
- التحريض، والارتباك
- تحريض هوس خفيف أو هوس في المرضى الذين يعانون من اضطراب عاطفي ثنائي القطب الكامنة
- أعراض ذهانية
- رعشه
- صداع الراس
- التململ (بجرعات عالية)
- المضاعفات الدموية النادرة: قلة الكريات البيض ونقص المحببات (انخفاض الخطير في خلايا الدم البيضاء)
- حمى
- احتباس البول

يسبب المابروتيلين تخديرًا أوليًا قويًا (من 2 إلى 3 أسابيع من العلاج)، ولذلك يُشار إليه بمعالجة المرضى المهيجين أو أولئك الذين يعانون من مخاطر الانتحار. أنه يسبب آثار جانبية مضادة للكولين (جفاف الفم، والإمساك، والارتباك، عدم انتظام دقات القلب) مع حدوث أقل من أميتريبتيلين. في الأصل، إن مابروتيلين يتحمل بشكل أفضل من TCAs و TeCAs الأخرى. ومع ذلك، تحدث النوبات ونقص الكريات البيض وردود الفعل الجلدية في كثير من الأحيان مع مابروتيلين أكثر من العقاقير المماثلة مثل أميتريبتيلين.
مابروتيلين ليس لديه القدرة المعروفة لسوء الاستخدام والاعتماد النفسي.